# 盧杞
盧杞（？—785年），字子良，滑州靈昌（今河南滑縣西南）人，出自范阳卢氏北祖第三房。唐德宗時的宰相、奸臣。

## 生平
生年没有记载。祖父盧懷慎是開元初年丞相，父盧奕是御史中丞，在安史之乱中死节。盧杞以蔭歷忠州、虢州刺史。建中初，入為御史中丞，升御史大夫。不久又升为门下侍郎、同中书门下平章事。
盧杞有口才，「貌陋而色如藍，人皆鬼視之」，为人狡诈，郭子儀見過盧杞後，說他「形陋而心險」。盧杞忌能妒贤，曾先後陷害杨炎、崔寧、张镒、颜真卿、杜佑、鍾馗等。此外又橫徵暴斂、搜括民財以充軍需，導致民怨沸騰。
建中四年（783年），泾原兵变爆發，叛軍攻打京師的口號竟然是廢除盧杞、趙贊等人定下的苛稅，結果德宗倉皇逃至奉天（今陕西省乾县）。朔方节度使李怀光領兵勤王對抗朱泚，欲面聖弹劾盧杞。盧杞心虛，遂建議德宗不召見懷光，命他乘勝收復京城。寵信盧杞的德宗竟准其所奏，懷光接旨後大怒並起了反意。德宗礙於朝議，於十二月贬盧杞為新州（今广东新兴）司马。
贞元元年（785年），德宗赦盧杞為吉州長史，盧杞對眾人說：「我一定會再次被起用。」當日，德宗果然欲重新任用盧杞為饒州刺史。給事中袁高認為他奸邪敗政，不肯草詔；宰相盧翰、劉從一另外命舍人代為擬詔，袁高便上奏德宗，堅持請求德宗中止任命，並得到諫官支持。於是德宗只得徙盧杞為澧州（今湖南澧縣）别驾，不久盧杞就死於澧州，葬於嘉魚王家灣。
德宗貶盧杞到澧州後，仍希望改配他為小州刺史，遭到李勉反對，並認為如此會使百姓失望。德宗再追問：「所有人都說盧杞奸邪，朕竟然不知道！你知道當中的原因嗎？」李勉回答：「天下的人都知道盧杞奸邪，卻只有陛下不知道，這正好說明他奸邪啊。」

## 軼事
盧杞在建中初年出任御史中丞。當時郭子儀生病，百官前往探望時，郭子儀都任由姬妾在場，唯獨得知盧杞來訪時就命姬妾全都躲起來，獨自倚在几案上接待他。待盧杞離去後，郭子仪才向家人解釋：「盧杞相貌醜陋而內心陰險，姬妾和下人見到他的樣貌一定忍不住取笑他。若這個人得到權勢，我郭門一族都無法活命了。」
昔称平剧的京戏，有盧杞花脸脸谱。

## 家族
子卢元輔，華州刺史；卢元辅生卢順之，字子謨；卢顺之生卢曉，字子昭。

## 延伸阅读
[在维基数据编辑]
 在维基文库阅读此作者作品
 《舊唐書/卷135》，出自刘昫《舊唐書》
 《新唐書·卷223下》，出自《新唐書》

## 影视作品
- 1994年電視劇《人面桃花》  金塗 飾 盧杞
- 2012年電視劇《紫釵奇緣》  周紹棟 飾 盧杞
- 2020年電視劇《天巡者》    陳璽安  飾 盧杞